# Марта Датская
Марта Датская (1282, Дания — 3 октября 1341, Церковь Святого Петра (Нествед), Зеландия) — королева-консорт Швеции как супруга Биргера Магнуссона. От рождения её звали Маргарита (Маргрете) Эриксдоттер, но в Швеции она была известна как Марта; в истории она осталась под именем Марта Датская. Она имела значительное влияние на политику и была важным действующим лицом в конфликте Биргера со своими братьями.

## Биография
Марта была дочерью короля Дании Эрика V и Агнессы Бранденбургской. Её отец был убит в 1286 году, а мать, которая стала регентом, вступила в повторный брак в 1293 году. Марта вышла замуж за наследника трона Швеции Биргера в 1298 году. За два года до этого её брат, король Эрик VI, женился на сестре её мужа, принцессе Ингеборге Шведской. Брак был организован когда она была ещё ребёнком; необходимое разрешение от папы было получено в 1284 году. Она в основном воспитывалась при королевском дворе Швеции своей будущей свекровью, вдовствующей королевой Хельвиг Гольштейнской. Как минимум с 1295 года она проживала в Швеции постоянно.

### Королева
25 ноября 1298 года она поженились на пышной церемонии. Марта и Биргер выросли вместе, и их брак описывается как счастливый. Она имела большое влияние на супруга и государственные дела. В 1299 году она родила сына, который был провозглашён наследником престола в 1304 году. Марта была коронована королевой в 1302 году, однако уже в 1306 году братья короля отобрали действительную власть у супругов. Марта отправила своего сына и наследника к брату и невестке, сестре её мужа, королю и королеве Дании.
В шведской «Хронике Эрика» Марта описывается как кровожадная королева. Во время второго конфликта мужа с его братьями-герцогами, королевская пара пригласила их на большие празднества в Нючёпинге, во время которого герцоги были схвачены , заключены и заморены голодом. Марта, заявляла, что любит их как родных, однако на празднестве выглядела как никогда счастливой, при этом зная, что им уготовано. Её весёлость была воспринята как радость от предстоящей мести герцогам. Предполагается, что королева Марта придумала этот план вместе с министром Иоганном Брунковым.

### Изгнание
В 1318 году её муж был свергнут, а Нючёпингский замок захвачен. Марта бежала к своему брату в Данию, где провела большую часть оставшейся жизни. Вскоре к ней присоединился её муж. Она овдовела в 1321 году, пережила смерть брата в 1319 году и убийство сына в 1320 году. В 1326—1329 годах в Германии она вела переговоры о браке своих дочерей. Последние годы жизни Марта провела монахиней в монастыре святого Петра в Нестведе. Она была похоронена в церкви Святого Бендта в Рингстеде.

## Дети
- Магнус Биргерссон (1300—1320), казнён в Швеции
- Эрик Биргерссон (ум. 1319), архидиакон в Уппсале, умер в изгнании
- Агнесса Биргерсдоттер (ум. после 1344), монахиня в монастыре Слангерупа в Дании
- Катарина Биргерсдоттер (ум. после 1320)